# 두번 예외
두번 예외(Twice-exceptional 또는 2e)는 장애(어려움)를 갖고 있어서 한 번 예외적이며, 뛰어난 인지적 능력을 갖고 있거나 영재적 잠재성을 보여주기 때문에 또 한 번 예외적이라는 뜻이다. 여기에서 장애는 주로 사회, 정서, 행동, 학습, 신경정신 분야를 가리키는 경우가 대부분이지만 학자마다 의견을 달리할 수 있다. 2014년 미국의 몇 몇 영재교육 학자들은 주의력 결핍 과잉 행동 장애(Attention Deficit/Hyperactive Disorder), 자폐 스펙트럼 장애(Autism Spectrum Disorder)와 학습장애(Specific Learning Disability)로 제한하기도 했다. 그러나 불안증, 우울증, 뚜렛 증후군, 강박증과 같이 포괄적일 수도 있다. 누가 처음으로 영어단어 "twice-exceptional"을 만들었는지 확실치 않다.

## 태어난 배경
20세기 초 미국 영재교육 발전에 큰 업적을 남긴 레타 홀링워쓰(Leta Hollingworth)는 고도의 지능을 가진 아동을 연구하면서 이들에게 정서적 도움을 줄 것을 권고했다. 1990년대 이래로 본격적으로 미국 학계에서는 창의적이고 독립적으로 생각하는 아이들이 정서, 행동 및 발달 관련 정신장애 오진을 받을 수 있다고 고발한 심리학자및 교육학자들은 물론, 실제 교육현장에서도 영재판별과 장애 판별 두 개를 받는 아이들의 생기면서 이런 현상을 둘러싼 연구활동이 시작됐다. 한 편 Dabrowski와 그의 제자 M. Piechowski가 계승한 과흥분성 이론(Overexcitability)과 불균형적인 발달(Asynchronous Development)이 영재교육에 널리 받아들여지게 되고 영재의 개념이 확대되고 다양해지면서 두번 예외 학생 연구와 활동이 퍼져나갔다.

## 판별
우선 판별이 매우 어렵다. 예로, 스티븐 파이퍼 박사는 주의력 결핍 과잉 행동을 보이는 아이가 집중을 못할 경우 아이의 주의집중 부족으로 지능검사 수행에 영향을 줄 수 있기 때문에 아이의 숨겨진 재능이 장애로 인해 가려지게 될 수 있다는 것이다. 이와 비슷하게 아무리 아이디어가 뛰어난 학생이 있더라도 난독증이 있다면 시간 제한이 있는 일반적인 시험에서 그 학생의 능력이 가려지게 되는 이치이다.
현실적으로 영재판별과 장애판별 두 개가 필요하다. 대한민국은 이들을 보호하는 법적 장치가 아직 없다. 즉 이들을 위한 공교육 시스템 내의 영재교육은 없어서 두번 예외 학습자로 판별을 받는 것이 현실적으로 그다지 도움이 되지 않을 수도 있다. 그러나 아이의 자신감을 상승시켜줄 수 있고, 교육의 방향과 방법을 긍정적이고 구체적으로 잡을 수 있다는 장점이 있다. 그러나 많은 임상가들이 영재교육이나 영재에 관련된 교육을 따로 받지 않는 경우가 대부분이기 때문에, 어떤 학자들은 적어도 영재교육이나 영재에 관심이 있는 임상가를 찾으라고 권한다.
참고할만한 두번 예외자의 특징
| 강점                                             | 약점                                        |
| ------------------------------------------------ | ------------------------------------------- |
| 수준있는 생각과 의견                             | 충동성                                      |
| 어휘력                                           | 쓰기 능력 부족                              |
| 높은 수준의 창의력과 문제 해결력                 | 사회성 떨어짐                               |
| 강력한 호기심, 상상력과 꼬치꼬치 캐묻는 성향     | 비판에 무척 예민하게 반응함                 |
| 학교 정규 교육과는 상관없는 영역에 광범위한 흥미 | 공부하는 방법이나 정리정돈 능력이 결여됨    |
| 복잡한 문제를 꿰뚫는 통찰력                      | 언어적 능력과 실제 수행 사이에 큰 차이가 남 |
| 좁고 특정한 분야에서 나타내는 능력               | 하나 또는 그 이상의 과목에서 저조함         |
| 세련된 유머감각                                  | 고집이 세고 의견 및 자기주장이 강함         |

## 치료 및 교육방법
자폐 스펙트럼이나 영재라는 인간 종류가 따로 있는 것이 아니라 상태를 말한다. 따라서 질병으로 보고 완벽한 치료를 하는게 아니라 그들의 취약한 상태가 생활의 질을 떨어뜨리지 못하도록 약점을 보완하는 능력을 키우는 접근방법이 옳다.
이를 위해서 대부분의 두번 예외를 연구하는 학자들은 학생의 강점에 중점을 두라고 조언한다. 약점을 고치려고 지나치게 학생의 진을 빼면 배우는 것 자체를 싫어하게 되는 부작용이 생길 수 있다는게 그들의 논리다. 특히 장애진단을 받아서 자신감이 떨어질 수 있으며, 자기개념이 훼손될 수 있기 때문에, 더욱 아이가 좋아하고 잘 하는 재능을 발달시킴으로써 이들의 약점을 보완하는 방향으로 가라고 한다. 미국의 두번 예외 학생들도 강점에 중점을 둔 교육방법이 효과적이었다고 보고한 질적 연구가 있다.

## 논쟁
명확하지 못한 개념: 뚜렷하게 정의된 영재의 개념은 없다. 미국의 경우 주마다 개념이 차이가 있고, 학자마다 의견을 달리할 수도 있다. 영재라는 개념과 마찬가지로 정신병 역시 상태를 지칭하는 카테고리 이름이기 때문에 부정확한데다가 어떤 학자들은 더 나아가 일단 장애가 있다는 것은 이미 영재가 아니라고 주장할 수 있다.